# Mosori
Mosori (cyr. Мосори) – wieś w Czarnogórze, w gminie Danilovgrad. W 2011 roku liczyła 39 mieszkańców.